# Purulia
Purulia (bengalisch পুরুলিয়া Puruliẏā) ist eine Stadt im indischen Bundesstaat Westbengalen.
Die Stadt ist der Hauptort des gleichnamigen Distrikt Purulia. Purulia hat den Status einer Municipality. Die Stadt ist in 22 Wards gegliedert.

## Demografie
Die Einwohnerzahl der Stadt liegt laut der Volkszählung von 2011 bei 121.067. Purulia hat ein Geschlechterverhältnis von 942 Frauen pro 1000 Männer und damit einen für Indien üblichen Männerüberschuss. Die Alphabetisierungsrate lag bei 82,1 % im Jahr 2011. Knapp 83 % der Bevölkerung waren Hindus, ca. 14 % waren Muslime, ca. 2 % waren Christen und ca. 2 % gehörten einer anderen oder keiner Religion an. 10,5 % der Bevölkerung waren Kinder unter 6 Jahren. Bengali ist die Hauptsprache in und um die Stadt.

## Söhne und Töchter
- Theodora Onasch (* im 19. Jahrhundert; † nach 1926) deutsche Malerin, Grafikerin und Kunstgewerblerin.
- S. O. Wagner (1902–1975), deutscher Schauspieler, Regisseur, Hörspielsprecher und Autor.
- Pinki Pramanik (* 1986), Leichtathletin